# 밥 (한국 음식)
한국의 밥은 쌀, 보리 등의 곡식을 씻어서 솥 등의 용기에 넣고 물을 알맞게 부어, 낟알이 풀어지지 않고 물기가 잦아들게 끓여 익힌 음식이다. 반식(飯食)으로도 부른다. 끼니로 먹는 음식을 "밥"이라 부르기도 한다.

## 종류
물기가 적게 지은 된밥, 아주 되게 지어져 고들고들한 고두밥, 죽처럼 질게 된 죽밥 등이 있으며, 그보다 물을 더 많이 넣고 익히면 죽이 된다.
가마솥에 지은 가맛밥, 새옹에 지은 새옹밥 등 솥에 지은 것은 솥밥이라 부른다. 뚝배기나 옹자배기 등의 옹기그릇에 짓는 밥은 옹기밥이라 부른다.
- 감자밥/감저반(甘藷飯): 껍질 벗긴 감자를 썰어 넣고 지은 밥. 또는 감자로만 지은 밥.
- 강피밥: 강피로 지은 밥.
- 굴밥/석화반(石花飯): 끓는 밥 위에 생굴을 넣고 섞어서 익힌 밥.
- 귀리밥: 귀리로 지은 밥.
- 금반(金飯): 좁쌀에 감국과 감초를 넣어서 지은 밥.
- 기사회생반(起死回生飯): 생쌀을 자루에 담아 끓는 설렁탕 가마 속에 넣어서 지은 밥. 몸을 보하며 중병을 치른 사람이 먹으면 원기 회복이 잘된다고 한다.
- 기장밥: 쌀에 기장을 섞어 지은 밥. 또는 기장만으로 지은 밥.
- 김치밥: 김치를 잘게 썰어 쌀 밑에 두고 지은 밥. 양념한 생굴을 섞어 가며 먹는다.
- 꿀밥: 꿀을 섞은 밥.
- 나물밥/채소밥(菜蔬-)/돈채반(頓菜飯): 나물을 쌀에 넣고 섞어서 지은 밥. 채소밥.
  - 산나물밥(山---): 산나물을 볶은 뒤 그 위에 쌀을 안쳐 밥을 짓거나, 밥이 거의 다 되어갈 때 무친 산나물을 위에 얹어 지은 밥.
- 남촉반(南燭飯): 남천(南天)의 잎을 넣고 지은 밥.
- 녹두밥(綠豆-): 쌀에 녹두를 넣어 지은 밥.
- 달걀밥/계란밥(鷄卵-)/계란반(鷄卵飯): 밥이 끓을 때 달걀을 풀어 넣고 지은 밥.
- 도토리밥: 물에 우려 떫은맛을 없앤 도토리 가루를 곡식에 섞어 지은 밥.
- 도화반(桃花飯): 흰밥을 매홍지(梅紅紙) 위에 뒤섞어서 불그스름한 복숭앗빛으로 물을 들인 밥.
- 메밀밥/교맥반(蕎麥飯): 메밀을 찧어서 나깨를 벗겨 버리고 지은 밥.
- 무밥/청근반(菁根飯): 무를 채 썰어 쌀에 섞어서 지은 밥. 주로 양념장에 비비어 먹는다.≒청근반.
- 밀기울밥: 밀기울로 지은 밥.
- 밀밥: 밀로 짓거나 밀을 많이 넣어 지은 밥.
- 반도반(蟠桃飯): 반쯤 끓인 쌀에 산복숭아를 삶아서 체에 걸러 넣고 지은 밥.
- 밤밥: 껍질을 벗긴 통밤을 섞어 넣어 지은 밥.
- 별밥(別-)/별반(別飯): 찹쌀이나 멥쌀에다가 조, 콩, 팥, 대추, 밤, 무, 고구마 따위를 섞어서 지은 밥.
- 보리감자밥: 보리에 감자를 섞어 지은 밥.
- 보리밥/맥반(麥飯): 쌀에 보리를 섞어 지은 밥. 또는 보리로만 지은 밥.
  - 꽁보리밥/맨보리밥/순맥반(純麥飯): 보리쌀로만 지은 밥.
- 보리수수밥: 보리쌀에 수수쌀을 섞어 지은 밥.
- 비지밥: 비지에 쌀을 섞어 지은 밥.
- 상수리밥: 상수리쌀에 붉은팥을 갈아 넣어 지은 밥. 밥을 풀 때 꿀을 쳐서 그릇에 담는다.
- 서속밥(黍粟-): 기장과 조 따위의 거친 곡식으로 지은 밥.
- 송이밥(松耳-)/송이반(松耳飯): 밥을 짓다가 송이를 썰어 넣고 버무려서 뜸을 들여 지은 밥.
- 수수밥: 찰수수로만 짓거나 수수쌀을 섞어서 지은 밥.
  - 멧수수밥: 멧수수로 지은 밥.
  - 찰수수밥: 찰수수로 지은 밥.
- 싸라기밥/싸락밥: 싸라기가 많이 섞인 쌀로 지은 밥.
- 쌀밥/미반(米飯): 멥쌀로 지은 밥.
  - 멥쌀밥/메밥/경미반(粳米飯): 멥쌀로 지은 밥.
  - 입쌀밥/이밥: 입쌀로 지은 밥.
  - 찹쌀밥/나미밥(糯米-)/나미반(糯米飯): 찹쌀로 지은 밥.
  - 햅쌀밥/햇밥: 당해에 새로 난 쌀로 지은 밥.
  - 현미밥(玄米-)/여반(糲飯)/탈속반(脫粟飯): 현미로 지은 밥.
  - 흰밥/백반(白飯): 잡곡을 섞지 아니하고 흰쌀로만 지은 밥.
    - 백옥밥(白玉-): 백옥과 같이 하얀 밥.
    - 흰쌀밥: 희게 쓿은 멥쌀로 지은 밥.
- 쑥밥: 쑥을 넣어 지은 밥.
- 오곡밥(五穀-)/오곡반(五穀飯): 찹쌀에 기장, 찰수수, 검정콩, 붉은팥의 다섯 가지 곡식을 섞어 지은 밥. 대개 음력 정월 보름에 지어 먹는다.
- 옥수수밥/강냉이밥/옥촉서반(玉蜀黍飯): 옥수수를 맷돌에 타서 까부른 다음, 곱삶아 보리밥 모양으로 지은 밥.
- 옥정반(玉井飯): 멥쌀이 끓을 때에 연뿌리와 연밥을 넣어서 지은 밥.
- 은어밥: 은어를 통째로 밥 안에 박아넣고 그대로 조리한 음식. 생김새가 스타게이지 파이와 닮았기 때문에 해외에서는 'Korean Stargazy pie'라는 별칭으로도 알려져 있다.[1][2][3]
- 잡곡밥(雜穀-)/잡곡반(雜穀飯): 입쌀에 잡곡을 섞어 지은 밥. 또는 잡곡으로 지은 밥.
- 조개밥/합반(蛤飯): 멥쌀에 조갯살을 넣고 간장을 쳐서 지은 밥.
- 조밥/좁쌀밥/낫밥/속반(粟飯)/황량반(黃粱飯): 좁쌀로만 짓거나 입쌀에 좁쌀을 많이 두어서 지은 밥.
  - 강조밥/깡조밥/순속반(純粟飯): 좁쌀만으로 지은 밥.
  - 차조밥/나속반(糯粟飯): 차조와 쌀을 섞어서 지은 밥, 또는 차좁쌀로만 지은 밥.
- 죽순밥(竹筍-): 삶은 죽순을 가늘게 썰어 넣은 밥.
- 죽실반(竹實飯): 죽실을 까서 멥쌀에 섞어 지은 밥.
- 중둥밥(重둥-): 찬밥에 물을 조금 치고 다시 무르게 끓인 밥.
- 중둥밥(重둥-): 팥을 달인 물에 흰쌀을 안쳐 지은 밥.
- 진잎밥: 진잎을 넣고 지은 밥.
- 찰밥: 찹쌀과 팥, 밤, 대추, 검은콩 따위를 섞어서 지은 밥.
- 콩나물밥/대두아반(大豆芽飯): 콩나물을 넣고 지은 밥. 밥을 지을 때 소금이나 간장으로 간을 맞추기도 하고, 퍼서 먹을 때 양념장을 치기도 한다.
- 콩밥: 쌀에 콩을 섞어서 지은 밥.
- 팥물밥: 팥을 삶아 짜서 체에 거른 물로 지은 밥.
- 팥밥/적두반(赤豆飯)/적반(赤飯): 팥을 놓아 지은 밥.
- 피밥/패반(稗飯): 피로 지은 밥.
  - 강피밥: 피로만 지은 밥.
- 혼돈반(餛飩飯): 멥쌀이나 찹쌀에 붉은팥과 밤, 대추, 곶감 따위를 넣어서 지은 밥.

## 밥 요리
- 국밥: 끓인 국에 밥을 만 음식. 또는 국에 미리 밥을 말아 끓인 음식.
- 김밥: 김 위에 밥을 펴 놓고 여러 가지 반찬으로 소를 박아 둘둘 말아 싸서 썰어 먹는 음식.
- 덮밥: 반찬이 될 만한 요리를 밥 위에 얹어 먹는 음식을 통틀어 이르는 말. 고기덮밥, 오징어덮밥 따위가 있다.
- 볶음밥: 쌀밥에 당근, 쇠고기, 감자 따위를 잘게 썰어 넣고 기름에 볶아 만든 음식.
- 비빔밥: 고기나 나물 따위와 여러 가지 양념을 넣어 비벼 먹는 밥.
- 쌈밥: 채소 잎에 여러 가지 재료와 쌈장을 넣어 밥과 함께 싸서 먹는 음식.
- 약밥 찹쌀을 물에 불리어 시루에 찐 뒤에 꿀 또는 흑설탕, 참기름, 대추, 진간장, 밤, 황밤 따위를 넣고 다시 시루에 찐 밥.
- 주먹밥: 주먹처럼 둥글게 뭉친 밥 덩이.

## 같이 보기
- 떡
- 죽